# Чквалері
Чквалері (груз. ჩქვალერი) — село в Грузії.
За даними перепису населення 2014 року в селі проживає 409 осіб.